# 瓦莱里
瓦莱里（法語：Valleiry，法語發音：[valɛʁi]）是法国上萨瓦省的一个市镇，属于圣于连昂热讷瓦区。

## 地理
瓦莱里（46°6'29"N, 5°58'5"E）面积6.95 平方千米，位于法国奥弗涅-罗讷-阿尔卑斯大区上萨瓦省，该省份为法国东部省份，历史上为薩伏依的一部分，北与瑞士接壤，西接安省，南至萨瓦省，东与瑞士和意大利接壤。
与瓦莱里接壤的市镇（或旧市镇、城区）包括：谢讷克斯、丹日昂维阿什、维里、维尔邦斯。

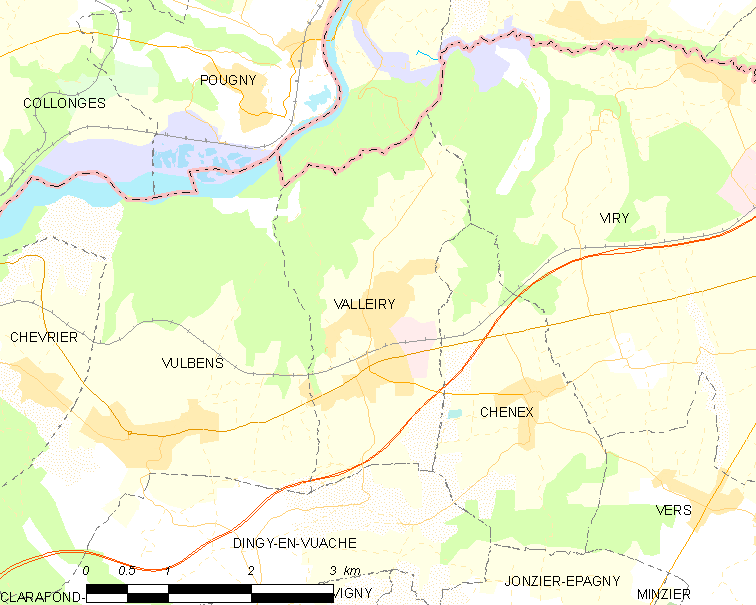
瓦莱里的OSM定位图

瓦莱里的时区为UTC+01:00、UTC+02:00（夏令时）。

## 行政
瓦莱里的邮政编码为74520，INSEE市镇编码为74288。

## 政治
瓦莱里所属的省级选区为圣于连昂热讷瓦县。

## 人口

1962-2008年间瓦莱里人口变化图示

瓦莱里于2022年1月1日时的人口数量为5090人。